# Matrices de Pauli

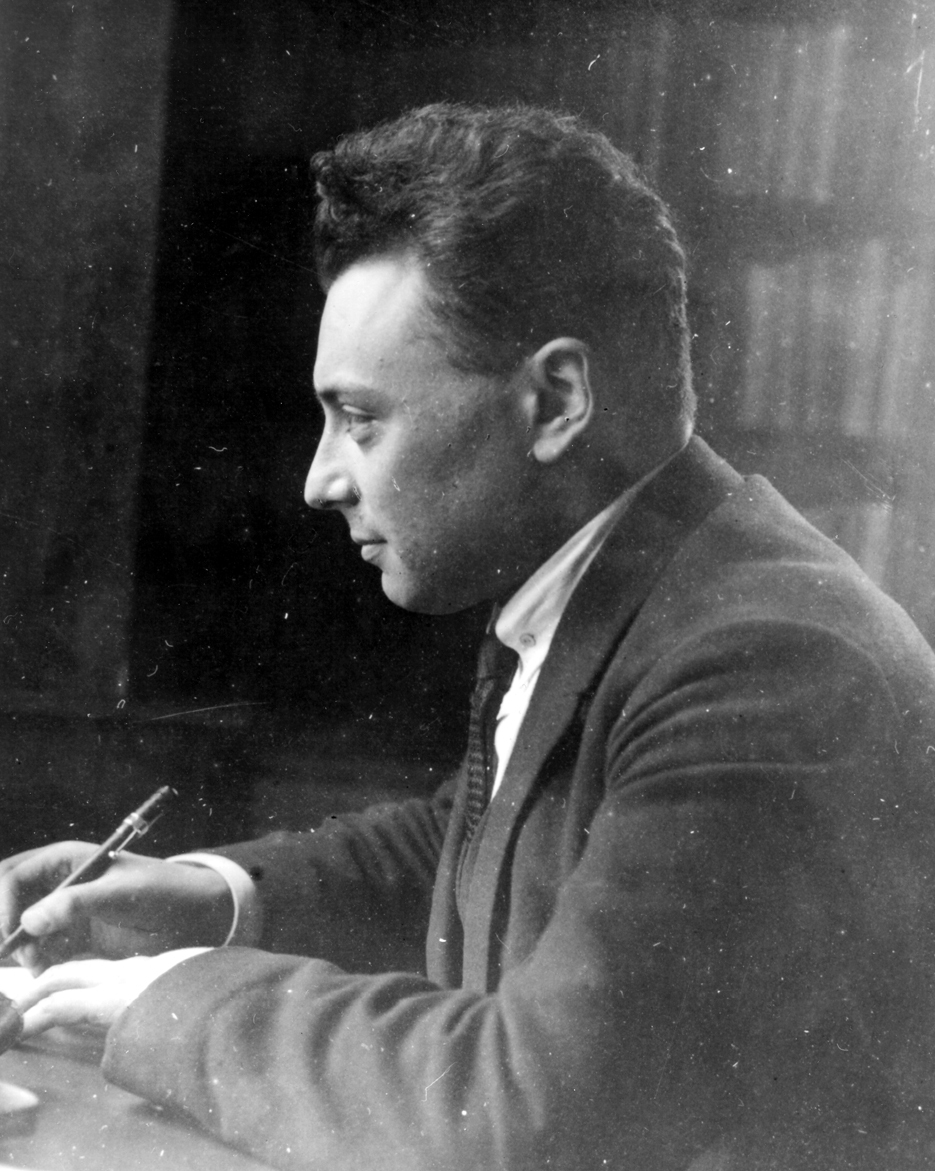
Wolfgang Pauli (1900-1958) – Físico teórico austro-suizo, uno de los pioneros de la física cuántica.

Las matrices de Pauli, deben su nombre a Wolfgang Ernst Pauli, son matrices usadas en física cuántica en el contexto del momento angular intrínseco o espín.
Matemáticamente, las matrices de Pauli constituyen una base vectorial del álgebra de Lie del grupo especial unitario SU(2), actuando sobre la representación de dimensión 2. 

## Forma de las matrices
Cumplen las reglas de conmutación del álgebra de Lie {\displaystyle {\mathfrak {su}}(2)}:

{\displaystyle \left[\sigma _{i},\sigma _{j}\right]=2i\ \epsilon _{ijk}\ \sigma _{k}}

Donde:
{\displaystyle \epsilon _{ijk}\;} es el Símbolo de Levi-Civita (pseudotensor totalmente antisimétrico).
También satisfacen la siguiente regla de anticonmutación

{\displaystyle \left\{\sigma _{i},\sigma _{j}\right\}=\sigma _{i}\sigma _{j}+\sigma _{j}\sigma _{i}=2\delta _{ij}I\ }

Otras propiedades importantes son:
{\displaystyle \sigma _{x}^{2}=\sigma _{y}^{2}=\sigma _{z}^{2}={\begin{pmatrix}1&0\\0&1\end{pmatrix}}=I}
{\displaystyle \operatorname {det} (\sigma _{i})=-1}
{\displaystyle \operatorname {Tr} (\sigma _{i})=0}

### Caso de espín 1/2
Las matrices de Pauli son tres, al igual que la dimensión del álgebra del Lie del grupo SU(2). En su representación lineal más común tienen la siguiente forma: 

{\displaystyle \sigma _{x}={\begin{pmatrix}0&1\\1&0\end{pmatrix}}\qquad \sigma _{y}={\begin{pmatrix}0&-i\\i&0\end{pmatrix}}\qquad \sigma _{z}={\begin{pmatrix}1&0\\0&-1\end{pmatrix}}}

### Caso de espín 1
Por abuso de lenguaje se suele llamar matrices de Pauli a otras representaciones lineales diferentes a las usadas en el caso de espín 1/2 anterior. Por ejemplo para representar el espín de una partícula con valor 1, se usa la representación lineal mediante matrices de 3x3 siguiente:

{\displaystyle J_{x}={\frac {\hbar }{\sqrt {2}}}{\begin{pmatrix}0&1&0\\1&0&1\\0&1&0\end{pmatrix}}\qquad J_{y}={\frac {\hbar }{\sqrt {2}}}{\begin{pmatrix}0&-i&0\\i&0&-i\\0&i&0\end{pmatrix}}\qquad J_{z}=\hbar {\begin{pmatrix}1&0&0\\0&0&0\\0&0&-1\end{pmatrix}}}

### Caso de espín 3/2
Análogamente al caso anterior para espín 3/2 es común usar la siguiente representación:

{\displaystyle J_{x}={\frac {\hbar }{2}}{\begin{pmatrix}0&{\sqrt {3}}&0&0\\{\sqrt {3}}&0&2&0\\0&2&0&{\sqrt {3}}\\0&0&{\sqrt {3}}&0\end{pmatrix}}\qquad J_{y}={\frac {\hbar }{2}}{\begin{pmatrix}0&-i{\sqrt {3}}&0&0\\i{\sqrt {3}}&0&-2i&0\\0&2i&0&-i{\sqrt {3}}\\0&0&i{\sqrt {3}}&0\end{pmatrix}}\qquad J_{z}={\frac {\hbar }{2}}{\begin{pmatrix}3&0&0&0\\0&1&0&0\\0&0&-1&0\\0&0&0&-3\end{pmatrix}}}

## Aplicaciones
Las matrices de Pauli tienen gran utilidad en mecánica cuántica. La aplicación más conocida es la representación del operador de espín para una partícula de espín 1/2, como un electrón, un neutrón o un protón. Así el observable que sirve para medir al espín, o momento angular intrínseco, de un electrón, en la dirección i, viene dado por el operador autoadjunto:

{\displaystyle {\hat {S}}_{i}={\frac {\hbar }{2}}\sigma _{i}}

En la representación convencional, los autoestados de espín en la dirección {\displaystyle z} corresponden a los autovectores:

{\displaystyle \left\{|\uparrow \rangle =(1,0);|\downarrow \rangle =(0,1)\right\}}